# Том Петті
Томас Ерл «Том» Петті (англ. Thomas Earl "Tom" Petty, *20 жовтня 1950, Гейнсвілл, Флорида, США — 2 жовтня 2017) — американський рок-музикант, вокаліст, гітарист, композитор, автор пісень, продюсер.

## Біографія
Як музикант Петті дебютував ще 1968 року, утворивши шкільний гурт The Sundowners, який пізніше мав назву The Epics. 1971 року Том став на чолі професійної формації Mud-crutch, до складу якої також увійшли: Майк Кемпбелл (Mike Campbell), 1.02.1954, Панама Сіті, Флорида, США — гітара; Томмі Лідон (Tommy Leadon) — гітара, Бенмонт Тенч (Benmont Tench), 7.09.1954, Гейнсвілл, Флорида, США — клавішні та Ренделл Марш (Randall Marsh) — ударні. Цей гурт, уклавши угоду з фірмою «Shelter», випустив 1975 року сингл «Depot Street», а також записав альбом, який так і не був виданий.
1976 року Петті разом з Кемпбеллом і Тенчом вирішив утворити нову формацію Tom Petty & The Heartbreakers. Також до складу Heartbreakers приєдналися Стен Лінч (Stan Lynch), 21.05.1955, Гейнсвілл, Флорида, США — ударні та Рон Блейр (Ron Blair), 16.09.1952, Мейкон, Джорджия, США — бас. Насичений звучанням гітари «Rickenbacker» дебютний альбом «Tom Petty & The Heartbreakers», який супроводжував схожий на потужній голос Роджера Макгінна вокал Петті, зустріли дуже тепло, особливо у Великій Британії, де на той час музика, що нагадувала The Byrds, викликала зацікавленість публіки. (Сам Макгінн пізніше записав композицію «American Girl», де повністю повторював Петті). Компактна, повна послідовності рок-формула цього першого альбому приховувала в собі чималі надії, завдяки чому платівка наступного року торувала собі шлях до американського чарту.
Отримавши схвальні рецензії після відвідування Європи, Петті записав свій черговий альбом «You're Gonna Get It», який також з великим ентузіазмом сприйняли критики. Рок-композиції Тома Петті знаходили свого слухача як серед прихильників нової хвилі, так і серед шанувальників року, що походив із західного узбережжя США.
1979 року після тривалого судового процесу і заяви Тома Петті про банкрутство його було продано фірмою «Shelter» спочатку до «ABC», а після цього до «МСА». Проте того ж року з'явився лонгплей «Damn The Torpedoes», завдяки якому автор знову міг рахувати прибутки. Очолити американський чарт цій платівці заважав лише єдиний гурт — Pink Floyd, проте все одно «Damn The Torpedoes» здобула статус «платинової».
1981 року Петті у дуеті з Стіві Нікс записав композицію «Stop Draggin' My Heart Around», який супроводжував відеоролик, що отримав найвищі нагороди «MTV». У свою чергу 1983 року Петті став одним з артистів, які заохотили Дела Шеннона повернутися до студії, продюсуючи його альбом «Drop Down & Get Me». Двома роками пізніше Том насолоджувався черговим успіхом, записавши чималий хіт «Don't Come Around Here No More». У липні 1985 року артист з'явився також на відомому концерті «Live Aid» у Філадельфії.
Тривалий час Петті залишався у чудових стосунках з Бобом Діланом, акомпануючи Ділану разом з своїми The Heartbreakers під час концертних турне (1986 та 1987 року), складаючи разом пісні та беручи участь у записах його альбомів.
1988 року розпочата співпраця з Джеффом Лінном принесла свої плоди у вигляді гурту The Traveling Wilburys, до складу якого також увійшли Джордж Гаррісон, Рой Орбісон та Боб Ділан. Свій успіх на капризному музичному ринку Петті підтримував головним чином завдяки виконанню простого, без претензій року, залишаючись одним з найбільших у творчому плані американських артистів останніх років. Його сольний альбом «Full Moon Fever», на якому можна почути достовірну копію твору «Feel A Whole Lot Better» з репертуару Джина Кларка, зустріли дуже тепло. 1991 року Том Петті запропонував одну з найвдаліших своїх робіт — платівку «Into The Great Wide Open». Це досконале видання, яке продюсував Джефф Лінн, підтвердило великий талант Тома Петті у написанні мелодій та приспівів, що легко сприймаються, водночас пропонуючи широку гаму музичних впливів — від The Beatles та The Byrds до R.E.M. та The Searchers.

## Дискографія

### Tom Petty & The Heartbreakers
- 1976: Tom Petty & The Heartbreakers
- 1977: Official Live Bootleg
- 1978: You're Gonna Get It
- 1979: Dawn The Torpedoes
- 1981: Hard Promises
- 1982: Long After Dark
- 1985: Southern Accents
- 1985: Pack Up The Plantation — Live!
- 1987: Let Me Up, I've Had Enough
- 1991: Into The Great Wide Open
- 1993: Greatest Hits
- 1994: Wildflowers
- 1995: Playback
- 1996: She's The One (Soundtrack)
- 1999: Echo
- 2000: Anthology: Through the Years
- 2002: The Last DJ
- 2006: Highway Companion

### Том Петті
- 1989: Full Moon Fever

### The Traveling Wilburys
- 1988: Traveling Wilburys Volume 1
- 1990: Traveling Wilburys Volume 3
- 2007: The Traveling Wilburys Collection